# Succieu
Succieu és un municipi francès situat al departament de la Isèra i a la regió d'Alvèrnia-Roine-Alps. L'any 2007 tenia 679 habitants.

## Demografia

### Població
El 2007 la població de fet de Succieu era de 679 persones. Hi havia 230 famílies de les quals 28 eren unipersonals (8 homes vivint sols i 20 dones vivint soles), 73 parelles sense fills, 109 parelles amb fills i 20 famílies monoparentals amb fills.
La població ha evolucionat segons el següent gràfic:
Habitants censats

### Habitatges
El 2007 hi havia 251 habitatges, 230 eren l'habitatge principal de la família, 8 eren segones residències i 12 estaven desocupats. 241 eren cases i 9 eren apartaments. Dels 230 habitatges principals, 199 estaven ocupats pels seus propietaris, 27 estaven llogats i ocupats pels llogaters i 4 estaven cedits a títol gratuït; 3 tenien dues cambres, 15 en tenien tres, 73 en tenien quatre i 139 en tenien cinc o més. 193 habitatges disposaven pel capbaix d'una plaça de pàrquing. A 61 habitatges hi havia un automòbil i a 157 n'hi havia dos o més.

### Piràmide de població
La piràmide de població per edats i sexe el 2009 era:
| Homes | Edats   | Dones |
| ----- | ------- | ----- |
| 0     | 95 o +  | 4     |
| 0     | 90 a 94 | 0     |
| 0     | 85 a 89 | 0     |
| 4     | 80 a 84 | 4     |
| 0     | 75 a 79 | 16    |
| 4     | 70 a 74 | 4     |
| 16    | 65 a 69 | 12    |
| 4     | 60 a 64 | 0     |
| 20    | 55 a 59 | 16    |
| 20    | 50 a 54 | 20    |
| 24    | 45 a 49 | 28    |
| 24    | 40 a 44 | 8     |
| 28    | 35 a 39 | 32    |
| 16    | 30 a 34 | 28    |
| 16    | 25 a 29 | 16    |
| 0     | 20 a 24 | 8     |
| 16    | 15 a 19 | 40    |
| 48    | 10 a 14 | 28    |
| 16    | 5 a 9   | 20    |
| 8     | 0 a 4   | 12    |

## Economia
El 2007 la població en edat de treballar era de 458 persones, 350 eren actives i 108 eren inactives. De les 350 persones actives 331 estaven ocupades (181 homes i 150 dones) i 19 estaven aturades (5 homes i 14 dones). De les 108 persones inactives 33 estaven jubilades, 44 estaven estudiant i 31 estaven classificades com a «altres inactius».

### Ingressos
El 2009 a Succieu hi havia 247 unitats fiscals que integraven 738,5 persones, la mediana anual d'ingressos fiscals per persona era de 20.655 €.

### Activitats econòmiques
Dels 18 establiments que hi havia el 2007, 1 era d'una empresa de fabricació d'altres productes industrials, 5 d'empreses de construcció, 4 d'empreses de comerç i reparació d'automòbils, 1 d'una empresa de transport, 4 d'empreses immobiliàries, 2 d'empreses de serveis i 1 d'una empresa classificada com a «altres activitats de serveis».
Dels 5 establiments de servei als particulars que hi havia el 2009, 2 eren tallers de reparació d'automòbils i de material agrícola, 1 paleta, 1 electricista i 1 empresa de construcció.
L'únic establiment comercial que hi havia el 2009 era una botiga de mobles.
L'any 2000 a Succieu hi havia 13 explotacions agrícoles que ocupaven un total de 520 hectàrees.

## Equipaments sanitaris i escolars
El 2009 hi havia una escola elemental.

## Poblacions més properes
El següent diagrama mostra les poblacions més properes.